# Dindri
Dindri este un oraș în Comore, în  insula autonomă Anjouan. În anul 2012 avea o populație de 8.496, iar la recensământul din 1991 avea 4.441 locuitori.